# Angélique Spincer
Angélique Spincer (ur. 25 lipca 1984 w Orsay), francuska piłkarka ręczna, reprezentantka kraju, grająca na pozycji rozgrywającej. Obecnie występuje we francuskiej Pro A, w drużynie Issy les Moulineaux.
Wicemistrzyni Świata z 2011 r. z Brazylii

## Sukcesy

### reprezentacyjne
- brązowy medal mistrzostw Europy (2006)
- wicemistrzyni Świata (2011)